# Donelaitis (cráter)
Donelaitis es un cráter de impacto de 85 km de diámetro del planeta Mercurio. Debe su nombre al poeta lituano  Kristijonas Donelaitis (1714-1780), y su nombre fue aprobado por la  Unión Astronómica Internacional en 2013.